# Alt-Jerusalemer Liturgie
Als Alt-Jerusalemer Liturgie bezeichnet man den christlichen Gottesdienst in Jerusalem und Palästina in der Zeit zwischen der Jerusalemer Urgemeinde und der Übernahme der liturgischen Bräuche und Bücher des Byzantinischen Ritus aus Konstantinopel.
In liturgischen Rubriken wird die Jerusalemer Liturgie als Ritus der Heiligen Stadt (κατὰ τὸv ἁγιοπολίτην oder ἁκολουϑία τοῦ ἁγιοπολίτου) bezeichnet, der byzantinische als jener der Großen Kirche von Konstantinopel (κατὰ τὸν ἐκκλησιαστήν oder ἁκολουϑία ... ὁ ἐκκλησιαστής) oder Ordnung der Romania, des Rhomäerreiches (τῆς Ῥωμανίας τάξις).

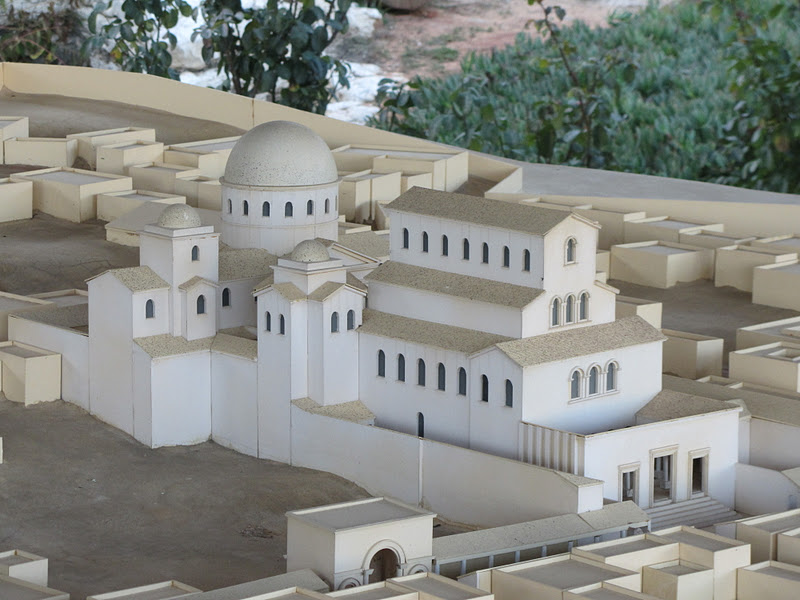
Modell der Jerusalemer Kathedrale (Anastasis, Grabeskirche) in der Spätantike; bei St. Peter in Gallicantu, Jerusalem

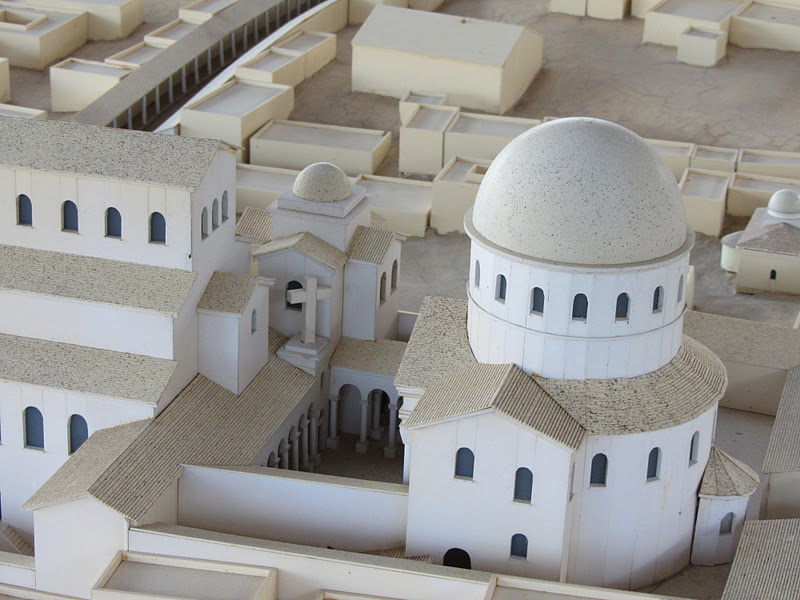
Hauptorte der Feiern in der Jerusalemer Kathedrale (von links): Basilika („Martyrium“, „Konstantinon“), Innenatrium („Heiliger Garten“) mit Kreuzesfelsen, Grabrotunde („Anastasis“)

## Liturgiegeschichte
Die altkirchliche Liturgie Jerusalems und Palästinas folgte im Wesentlichen gemeinchristlicher Übung, gab den üblichen Feiern jedoch – wie ähnlich andere bedeutende stilbildende Zentren der Christenheit – eigene Text- und Feiergestalt. Dabei zeigen sich einerseits Übereinstimmungen mit der Liturgie im Patriarchat Antiochien, andererseits gewisse Unterschiede selbst innerhalb Palästinas, z. B. hinsichtlich des Klosters Mar Saba. In der liturgiegeschichtlichen Entwicklung Palästinas ist zu unterscheiden zwischen einer „spätantiken“ Phase und einer jüngeren Phase (ab dem 8. Jahrhundert), als deren Beginn eine mehr als oberflächliche Liturgiereform angenommen wird (Neues Tropologion, Neues Horologion u. a.). Originale Hauptsprache war das Griechische; daneben kam auch der regionale Dialekt des Aramäischen und in späterer Zeit das Arabische zur Anwendung.
Die Alt-Jerusalemer Liturgie übte starken Einfluss auf die nähere oder weitere Nachbarschaft aus, besonders auf das Mönchtum in oder bei der byzantinischen Hauptstadt Konstantinopel. Anderseits wurde sie in ihrer Heimat Palästina von der konstantinopolitanischen allmählich verdrängt und seit spätestens dem 13. Jahrhundert von dieser so gut wie ganz abgelöst. Daher ist sie heute nicht mehr zu beobachten, sondern nur noch wissenschaftlich zu rekonstruieren. Diese Rekonstruktion ist bei weitem nicht abgeschlossen, sondern noch ein Desiderat der liturgiewissenschaftlichen Forschung. Insofern kommt der Entdeckung, Erfassung und Übersetzung von Quellen besondere Bedeutung zu.

### Einführende Literatur
- Ute Wagner-Lux, Heinzgerd Brakmann: Art. Jerusalem I (stadtgeschichtlich). In: Reallexikon für Antike und Christentum. 17 (1996), S. 631–718.
- John F. Baldovin: Liturgy in Ancient Jerusalem. Grove Books, Bramcote 1989.
- Carmelo García del Valle: Jerusalén, un siglo de oro de vida liturgica. Madrid 1968.
- Carmelo García del Valle: Jerusalén, la liturgia de la Iglesia madre. Centre de Pastoral Litúrgica, Barcelona 2001.
- Charles (= Athanase) Renoux: Hierosolymitana. In: Archiv für Liturgiewissenschaft 23 (1981), S. 1–29. 149–175 (Literaturbericht).

#### Lektionare
Perikopen und Psalmen sind verzeichnet im Jerusalemer Lektionar-Typikon („Kanonarion“), im originalen Griechisch verloren, doch erhalten in (a) armenischer und (b) georgischer Übersetzung. Enthalten sind sowohl Evangelien wie die ihnen voraufgehenden nichtevangelischen Lesungen. Die armenische Version spiegelt den Zustand, den die in Grundzügen bereits Mitte des 4. Jahrhunderts festliegende Jerusalemer Leseordnung 417 bis 439 erreicht hatte. Darin noch nicht verzeichnet sind spezielle Perikopen für die gewöhnlichen Sonntage. Anders dann die im 8. Jahrhundert schlussredigierte georgische Übertragung („Kanoni“), welche die Entwicklungen zwischen dem 5. (nach 439) und dem 8. Jahrhundert erkennen lässt. Die besondere Ordnung des Sinai-Klosters vertritt das Lektionar Sinait. syr. NF 56 (933 n.Ch.).
- Leseordnung nach der armenischen Übersetzung des Jerusalemer Lektionars
- Georgisches Lektionar Jerusalems, georgisch; englisch
  - Gedruckte Ausgaben und Handschriften des georgischen Lektionars (englisch)

Jüngere Evangeliare nach Jerusalemer Leseordnung haben sich erhalten mit dem Codex Sinait. gr. 210+Sin. gr. NE Meg. Perg. 12+Petropol. RAIK 194+Sin. Harris app. 16.22 (l 844 v. J. 861/62 oder 877/78, Mar Saba?), der griechisch-arabischen Bilingue Sinait. arab. 116 (v. J. 995/96, Sinai) sowie in arabischer Übersetzung mit Cod. Borghese arab. 95 (9. Jh.) und Berlin Or. Oct. Ms. 1108 v. J. 1046/47.

#### Gesangbücher
Das armenische Scharaknoz und vor allem georgische „Tropologia“ (georg. iadgari; Gesangbücher) tradieren den in der Spätantike anwachsenden Schatz Jerusalemer Kirchenpoesie, deren griechische Originaltexte sich z. T. aus byzantinischen Liturgiebüchern wiedergewinnen lassen. Man unterscheidet ein „Altes Iadgari“ und ein jüngeres „Neues/Großes Iadgari“. Erste Übersetzungen aus dem Georgischen in westliche Sprachen waren:
- Ch. Renoux: Les hymnes de la Résurrection 1. Hymnographie liturgique géorgienne. Du Cerf, Paris 2000.
- H.-M. Schneider: Lobpreis im rechten Glauben. Die Theologie der Hymnen an den Festen der Menschwerdung der alten Jerusalemer Liturgie im Georgischen Udzvelesi Iadgari (Hereditas 23). Borengässer, Bonn 2004.

Ältestes bekanntes Tropologion palästinischer Tradition in griechischer Originalsprache ist der jüngst entdeckte Codex Sinait. gr. Meg. Perg, 56+5 (9. Jh.; Ägypten); entwicklungsgeschichtlich entspricht er dem georgischen „Neuen Iadgari“.

#### Gebetbücher
Das Jerusalemer „Große Euchologion“ für die Hand von Bischof und Priestern ist als geschlossenes Buch verschollen. Sein Eucharistieteil ist mit der griechischen Jakobos-Liturgie und der Jakobos-Präsanktifikaten-Liturgie erhalten. Weiteres Material findet sich vor allem in noch unedierten georgischen Handschriften des 10./11. Jahrhunderts.
Vom „Horologion“ (Stundenbuch) finden sich neben orientalischen Übersetzungen auch jüngere griechische Vertreter, so der Codex Sinait. gr. 863 (9. Jh.).

#### Typikon
Letzter bedeutender Zeuge vorbyzantinischer Jerusalemer Liturgie ist das sogenannte Anastasis-Typikon, ein i. J. 1122, also unter den Kreuzfahrern, in Jerusalem geschriebener Kodex (Hieros. s. Cruc. 43+Petropol. RNB gr. 359), der ältere (etwa 10. Jh.), umständebedingt nicht befolgbare Bräuche der Kar- und Osterwoche aufzeichnet, offenbar aus Anhänglichkeit und zum erhofften Nutzen der Griechen nach Erledigung lateinischer Fremdherrschaft.
- A. Papadopoulos-Kerameus: Aνάλεκτα Ιεροσολυμιτικης σταχυολογίας, Bd. 2; Eν Πετρουπόλει 1894; S. 1–254; zu benutzen mit Aleksej Dmitrievskij, Древнейшіе патріаршіе типиконы: Святогробскій Іерусалимскій и Великой Константинопольской Церкви. Кіевъ 1907, bes. S. 41–59.

## Die Feiern

### Eucharistie – Jakobus-Liturgie
Die palästinische Ordnung der Eucharistiefeier trägt den Namen des Jerusalemer Gründerbischofs Jakobus (Jakobus-Liturgie). Ihr Zentralgebet („Hochgebet“), die Jakobus-Anaphora, geht auf das 4. Jahrhundert und vielleicht auf Palästinas Metropole Caesarea Maritima zurück. Sie wurde vom Patriarchat Antiochien übernommen.
Das volle gottesdienstliche Formular ist für ein älteres Entwicklungsstadium durch die georgische Übersetzung überliefert. Die insgesamt nicht sehr zahlreichen griechischen Handschriften repräsentieren spätere Zustände.
- Deutsche Übersetzung (aus dem Griechischen): Bibliothek der Kirchenväter, 2. Aufl. Bd. 5 (1912), S. 84–123.
- Αλκιβιάδης  Κ. Καζαμίας: Η Θεία Λειτουργία του Αγίου Ιακώβου του Αδελφοθέου και τα νέα σιναϊτικά χειρόγραφα. Θεσσαλονίκη (Thessaloniki): Ιερά Μονή Θεοβαδίστου Όρους Σινά, 2006; ISBN 960-85739-7-1
- Stéphane Verhelst: La messe de Jérusalem (bilan d’une recherche); in: Studia Orientalia Christiana Collectanea 28 (1995), S. 237–270.
- Liturgia ibero-graeca sancti Iacobi. Editio – translatio – retroversio – commentarii. Die Liturgie des hl. Apostels Jakobus (georgisch mit englischer Übersetzung, Kommentare) = Jerusalemer Theologisches Forum 17. Münster: Aschendorff 2011.

Ebenfalls unter dem Namen des Herrenbruders Jakobus gab es eine eigene palästinische Ordnung der gemeinschaftlichen „Kommunionfeier“ (= „Liturgie der vorgeheiligten Gaben“ alias „Präsanktifikaten-Liturgie“). Sie ist vollständig in georgischer Übertragung erhalten, griechisch nur als Fragment.
- I. M. Phountoules: Leitourgia Proêgiasmenôn dôrôn Iakôbou tou adelphotheou. Thessalonike 1979.
- Michael Tarchnišvili (Hrsg.): Liturgiae Ibericae Antiquiores (CSCO 123/Iber. 1). Lovanii 1950; S. 71–77.
- Stéphane Verhelst: Les Présanctifiés de saint Jacques. In: Orientalia Christiana Periodica 61 (1995), S. 381–405.
- Georgischer Text der Jakobus-Präsanktifikatenliturgie
- Eric Segelberg, Έὺχῂ τοῦ Θυμιάματος. Towards the history of a prayer in the Liturgy of St. James. In: Έὑχαριστῄριον, Τιμητικὸς τὁμος ἐπί τή 45ετηρίδι έπιστημόικης δράσεως καἰ τῇ 35ετηρίδι τακτικῆς καθηγεσἱας Α. Σ. Άλιβιζάτου. Athen 1958, Nachdruck in: E. Segelberg, Gnostica - Mandaica Liturgica. (Acta Universitatis Upsaliensis. Historia Religionum 11.) Uppsala 1990.

Ab dem 19. Jahrhundert sind breitere Revitalisierungsversuche der „Jakobus-Liturgie“ im Rahmen des Byzantinischen Ritus zu beobachten:
- In griechischer Sprache (Zante; Jerusalem; Griechenland).[8]
- In Kirchenslawisch mit „restauriertem“ Zeremoniell (ab 1938).
- In der orthodoxen Diaspora (USA).
  - Hê theia Leitourgia tou Hagiou Iakôbou tou Adelphotheou. Epistasia Archiepiskopou Athênôn Chrysostomou (Papadopoulou), 11. Aufl. Athen 1983 u. ö. (PDF; 2,3 MB)
  - Romuald Müller (Bearb.): Jakobus-Liturgie + Liturgie der vorgeweihten Gaben. Ostreferat d. Inst. für Weltanschaul. Fragen, Zürich 1986 (folgt der kirchenslawischen „Tradition“; die in dieser Veröffentlichung enthaltene Präsanktifikaten-Liturgie ist die byzantinische, nicht die Jerusalemer).

Das Hauptproblem dieser Versuche besteht darin, dass zwar die Gebetstexte der historischen Jakobus-Liturgie bekannt sind, aber kaum etwas darüber, wie ihre Feier in Jerusalem aussah. Daher zwängt man die Texte entweder in ein byzantinisch-konstantinopolitanisches Korsett oder „restauriert“ mit reichlich Phantasie ein Zeremoniell, das man für schön und würdig hält.
In jüngster Zeit wird in Griechenland und in den USA auch eine rekonstruierte Fassung der Jerusalemer Jakobus-Präsanktifikatenliturge gefeiert.

### Initiatio Christiana
Für die Riten von Katechumenat, Taufe, Chrismation, Erst-Eucharistie war in Palästina eine Ordnung in Gebrauch, deren syrisch-antiochenische Fassung unter den Namen des Basilius von Caesarea umläuft. Der vollständige Text ist in alt-georgischer Übersetzung erhalten, vom griechischen Text ein größeres Bruchstück.
- Михаил С. Желтов: Сирийский (или палестинский?) чин Крещения в греческой рукописи Sinait. NE МГ 93. In: Вестник церковной истории. М., 2014. Вып. 33–34. С. 116–126.

### Ordination
Die vor-byzantinischen Gebete für die Bestellung eines Diakons und eines Presbyters wurden Mitte des 20. Jh. wiederentdeckt, kürzlich auch weitere, darunter das für einen Bischof.
- H. Brakmann: Die altkirchlichen Ordinationsgebete Jerusalems. In: Jahrbuch für Antike und Christentum 47 (2004 [2005]); S. 108–127.

### Krankensalbung
Slawische Handschriften bezeugen eine besondere Jerusalemer Form der Segnung von Öl und Salbung der Kranken im Kirchengebäude: Am Anfang der Messfeier traten sieben Priester zu einer Lampe in der Mitte der Kirche, gossen jeweils etwas Öl in die Lampe, sprachen ein Gebet und zündeten unter Gesang sieben Dochte an. Danach wurden sieben Epistel- und Evangelienlesungen und sieben Gebete vorgetragen, schließlich dem Kranken das Evangelienbuch aufgelegt. Anschließend wurde die Meßfeier am Altar fortgesetzt. An ihrem Ende kehrten die Priester in die Mitte der Kirche zurück und salbten den Kranken sowie jeden, der gesalbt zu werden wünschte. Alter und Entwicklung dieser Ordnung sind noch nicht abschließend erforscht.
- M. J. Rouët de Journel: Le rite de l’extrême-onction dans l’église gréco-russe. In: Revue de l'Orient Chrétien 21 (1918/19) 63.65.
- Tinatin Chronz: Die Feier des Heiligen Öles nach Jerusalemer Ordnung: Münster i.W.: Aschendorff 2012.

## Tagzeiten (Stundengebet)
Unterschieden werden verschiedene Entwicklungsstufen:
1. Das altkirchliche Offizium der Kathedrale von Jerusalem.
2. Dessen Adaptation ebendort oder durch die Mönche des Sabas-Klosters in zwei verschiedenen Redaktionen,
a) einer älteren, die in georgischen Übersetzungen überliefert ist, und
b) einer jüngeren, vertreten u. a. durch den Codex Sinait. gr. 863 (Neues Horologion).
3. Das entwickelte palästinische Horologion (Stundenbuch), das die Grundlage des Horologions des Byzantinischen Ritus bildet.
- Stig R. Frøshov: L’horologe „géorgien“ du Sinaiticus ibericus 34. 2 Bände. Diss. Paris (2003), unveröffentlicht.
- Juan Mateos: Un horologion inédit de Saint-Sabas. Le Codex sinaïtique grec 863 (IXe siècle), in: Mélanges Eugène Tisserant Bd. 3, 1. Città del Vaticano 1964, 47–76.
- Stefano Parenti: Un fascicolo ritrovato dell’horologion Sinai gr. 863 (IX sec.), in: Orientalia Christiana Periodica 75 (2009) 343–358.
- Василь Рудейко: Часослов за каноном лаври святого отця нашого Сави: Впровадження. Переклад. Коментарі. Львів: Видавництво Українського католицького університету 2016.
- Peter Jeffery: The Sunday Office of Seventh-Century Jerusalem in the Georgian Chantbook (Iadgari). In: Studia Liturgica 21 (1991) 52–75.

## Feste und Festzeiten
Jerusalems Christen nutzten seit dem 4. Jahrhundert die Bauten und Höfe bei Grab Christi und Golgothafelsen, die Grabeskirche, sowie das ihnen nun ungehindert offene Stadtgebiet nebst seinem Umland bis Betlehem und Bethanien, um an wechselnder Stätte, im Freien oder in Kirchbauten, das Gedächtnis der Taten Jesu in Gottesdiensten breit zu entfalten („Stationsgottesdienst“). Und zwar (a) auf der Basis der biblischen Terminangaben am jeweiligen Jahrestag, möglichst zur genauen Stunde, und (b) durch Versammlungen am bekannten oder bestimmten Ort des Geschehens. Diese sog. Historisierung der Liturgie wird durch ein entsprechendes Textrepertoire vervollständigt: (1) Lektüre abgestimmter Perikopen, der biblischen „Geschichte des Festes“, und (2) passende Gesänge sowie Gebete. Daraus folgt als typisch Jerusalemer Grundregel der Festfeiern, „daß immer sowohl Hymnen wie Antiphonen und Lesungen und auch Gebete, die der Bischof spricht, solche Gedanken haben, dass sie für den Tag, der gefeiert wird, und den Ort, wo die Handlung vor sich geht, geeignet und passend sind immerdar“.
Kennzeichnend für das Alt-Jerusalemer Kirchenjahr sind:
- Beginn mit Verkündigung des Herrn (25. März) oder Weihnachten (25. Dezember);
- Eine Oktav jeweils nach Erscheinung des Herrn (6. Januar) und nach dem Jahrfest der Kirchweihe der Grabeskirche (13. September);
- Die Hyperthesis am Freitag vor Palmsonntag als Abschluss der großen Fastenzeit.

### Osterfestkreis
- Siehe auch: Heilige Woche in Jerusalem (4. Jahrhundert)
- Gaga Shurgaïa: Formazione della struttura dell’ufficio del sabato di Lazzaro nella tradizione cattedrale di Gerusalemme: In: Annali di Ca’ Foscari 36, 3. 1997, 147–168;
- Gaga Shurgaïa: La struttura della Liturgia delle Ore del Mattino della Domenica delle Palme nella Tradizione di Gerusalemme. In: Studi sull’Oriente Cristiano 1. 1997, 79–107.
- Mark M. Morozowich: A Palm Sunday Procession in the Byzantine Tradition? A Study of the Hagiopolite and Constantinopolitan Evidence. In: Orientalia Christiana Periodica 75 (2009) 359–383.
- Mark M. Morozowich: Jerusalem Celebration of Matins and the Hours in Great Week from Monday to Wednesday. In: Orientalia Christiana Periodica 77 (2011) 423–447.
- Mark M. Morozowich: Jerusalem Celebration of Great Week Evening Services from Monday to Wednesday in the First Millennium. In: Studi sull’Oriente Cristiano 14 (2010) 99–126.
- Mark M. Morozowich: Holy Thursday in the Jerusalem and Constantinopolitan Traditions. The Liturgical Celebration from the Fourth to the Fourteenth Centuries; Diss. Pont. Ist. Orientale Rome (2002), im Druck.
- Sebastià Janeras: Le Vendredi-Saint dans la tradition liturgique byzantine. Structure et histoire de ses offices. Benedictina, Roma 1988; keine ISBN.
- Christopher Sweeney: "The Wailing of the People": The Lay Invention of Passion Piety in Late Antique Jerusalem In: Journal of Orthodox Christian Studies 2, 2 (2019) 129–148.
- Gabriel Bertonière: The historical development of the Easter Vigil and related services in the Greek Church. Pont. Institutum Studiorum Orientalium, Roma 1972; keine ISBN.
- Heinzgerd Brakmann - Tinatin Chronz: Ein neuer Zeuge des Ordos der Osternacht in Jerusalemer Tradition. Edition, Übersetzung und liturgiegeschichtlicher Kommentar mit Anmerkungen zur Überlieferung der altgeorgischen Version des hagiopolitischen Lektionars. In: Ostkirchliche Studien 66 (2017) 112–171.
- Mark M. Morozowich: Tenth Century Easter Monday in Constantinople: Instructive for Today?. In: Bollettino della Badia Greca di Grottaferrata III 5 (2008) 263–282.
- Manuela Ulrich: Entwicklung und Entfaltung des Himmelfahrtfestes in der Jerusalemer Liturgie; 2. Aufl., Mag.-Arbeit, Wien 2007.

### Weihnachtsfestkreis
- Hypapante, 14. (später 2.) Februar
  - Heinzgerd Brakmann: Ἡ ὑπαπαντὴ τοῦ Κυρίου. Christi Lichtmess im frühchristlichen Jerusalem. In: Hans-Jürgen Feulner u. a. (Hrsg.): Crossroad of Cultures. Studies in Liturgy and Patristics in Honor of Gabriele Winkler (= Orientalia Christiana Analecta, Bd. 260). Pontificio Istituto Orientale, Rom 2000, ISBN 88-7210-325-8, S. 151–172.
  - Stéphane Verhelst: Les processions du cycle annuel dans la liturgie de Jérusalem. In: Bollettino della Badia Greca di Grottaferrata III s. 11 (2014) 217–253, hier 238–246.
  - Tinatin Chronz: Zwischen Pflege und Verlust des Jerusalemer Erbes: die Feier von Hypapante in der Kirche der Georgier. In: André Lossky, Manlio Sodi (Hrsg.): La liturgie témoin de l’église. Conférences Saint-Serge. 57e Semaine d’Études Liturgiques. Paris, 28 juin – 1er juillet 2010. Vatikanstadt 2012, S. 293–314.

### Festkalender
- G. Garitte: Le Calendrier palestino-géorgien du Sinaiticus 34 (Xe siècle) (Subsidia hagiographica 30), Bollandistes, Bruxelles 1958.[12]

### Kreuzfeste
- Gaga Shurgaia: Santo imperatore. Costantino il Grande nelle tradizione liturgica di Gerusalemme. In: Bizantinistica 2,5 (2003) 217–230.
- Karfreitag.
- 7. Mai: Gedächtnis der Jerusalemer Kreuzerscheinung i. J. 351
  - Charles Renoux: Les hymnes du Iadgari pour la fête de l’apparition de la croix le 7 mai. In: Studi sull’Oriente Cristiano 4, 1 (2000); S. 93–102.
- 13./14. September: Gedächtnis der Weihe der Auferstehungskirche mit Kreuzerhöhung (= Zeigung)
  - A. Fraser: Michael The Feast of the Encainia in the 4th century and in the ancient liturgical sources of Jerusalem; Diss. Durham, 1996.
  - Gaga Shurgaia: L’esaltazione della Croce nello Iadgari antico. In: L’onagro maestro. Miscellanea per Gianroberto Scarci; Venedig, 2004; S. 137–188.
  - M. D. Findikyan: Armenian Hymns of the Holy Cross and the Jerusalem Encaenia. In: Revue des Études Arméniennes 32 (2010) 25–58.

### Marienfeste
- 15. August: Entschlafung Mariens
  - Walter Ray: August 15 and the Development of the Jerusalem Calendar. Diss. University of Notre Dame 2000.